# Giorgio Bassani
Pour les articles homonymes, voir Bassani.
Œuvres principales
- Le Jardin des Finzi-Contini

Giorgio Bassani est un romancier, poète et essayiste italien né le 4 mars 1916 à Bologne, et mort le 13 avril 2000 à Rome. Il est notamment connu pour son roman Le Jardin des Finzi-Contini, adapté au cinéma par Vittorio De Sica.

## Biographie

### Enfance et jeunesse
Giorgio Bassani naît à Bologne mais c'est à Ferrare, où il passe son enfance et sa jeunesse, qu'est liée son existence. Membre de la grande bourgeoisie juive de la ville, il y habite, avec ses parents, ses grands-parents paternels, son frère Paolo (né en 1920) et sa sœur Jenny (née en 1924), une grande maison au 11 de la via Cisterna del Follo.
Angelo Enrico Bassani, son père, est médecin. Sa mère, Dora Minerbi, a fait des études de chant, mais les interrompt quand elle se marie à vingt ans, en 1915. Davide Bassani, le grand-père paternel, est un riche marchand de tissus ayant pignon sur rue dans le ghetto de Ferrare. L'autre est médecin-chef de l'hôpital Sant'Anna.
Le petit Giorgio est d'abord scolarisé à la campagne, puis à Ferrare. Il fréquente ensuite le lycée  Ludovico Ariosto, étudie le piano, qu'il délaisse vers l'âge de 17 ans pour la littérature et le tennis, qu'il pratique au  très huppé Tennis Club Marfisa d’Este, en compagnie notamment de Michelangelo Antonioni,.
En 1934, il rompt avec la tradition médicale de sa famille (père, grand-père maternel, oncle maternel) en s'inscrivant à la faculté de lettres de Bologne. Il y fréquente le milieu littéraire, y suit les cours de  l'historien de l'art Robero Longhi, et y fait la connaissance de Leo Longanesi (qui y a fondé la revue L’Italiano) et du peintre Giorgio Morandi,.
« La Bologna che ho frequentato io, dall’autunno del ’34 fino, diciamo, al ’43, non era soltanto la sede dell’Università, della Facoltà di Lettere alla quale mi ero iscritto, ma anche la sede di una letteratura, di una scuola letteraria. Bologna voleva dire Riccardo Bacchelli, voleva dire Leo Longanesi [...], voleva dire Giuseppe Raimondi, voleva dire Giorgio Morandi. Ebbene non c’è dubbio: la scuola letteraria bolognese, soprattutto tramite il rapporto che propugnava coi classici francesi del secondo ’800, Flaubert, Renard, Maupassant, Zola, eccetera, ha sicuramente influito sulla mia formazione. »
« La Bologne que j'ai fréquentée, depuis l'automne 1934 jusqu'à, disons, 1943, n'était pas seulement le siège de l'Université, de la faculté de Lettres dans laquelle j'étais inscrit, mais aussi le siège d'une littérature, d'une école littéraire. Bologne signifiait Riccardo Bacchelli, signifiait Leo Longanesi [...], signifiait Giuseppe Raimondi, signifiait Giorgio Morandi. Et bien cela ne fait aucun doute : l'école littéraire bolognaise, notamment par le rapport qu'elle entretenait avec les classiques français de la fin du XIXème siècle, Flaubert, Renard, Maupassant, Zola, etc., a certainement influencé mon éducation. »
En mai 1935, il publie son premier récit (III Classe) dans le Corriere Padano, inspiré par ses allers-retours quotidiens en train entre Ferrare et Bologne. Il poursuit cette collaboration en y publiant articles, poésies, traduction et contes jusqu'en novembre 1937.
En 1939, il sort diplômé de la faculté des lettres de Bologne. Les lois raciales votées en 1938 l'empêchent désormais d'accéder à la bibliothèque municipale et il doit se contenter d'enseigner à l'école confessionnelle hébraïque de via Vignatagliata, dans le ghetto de Ferrare.

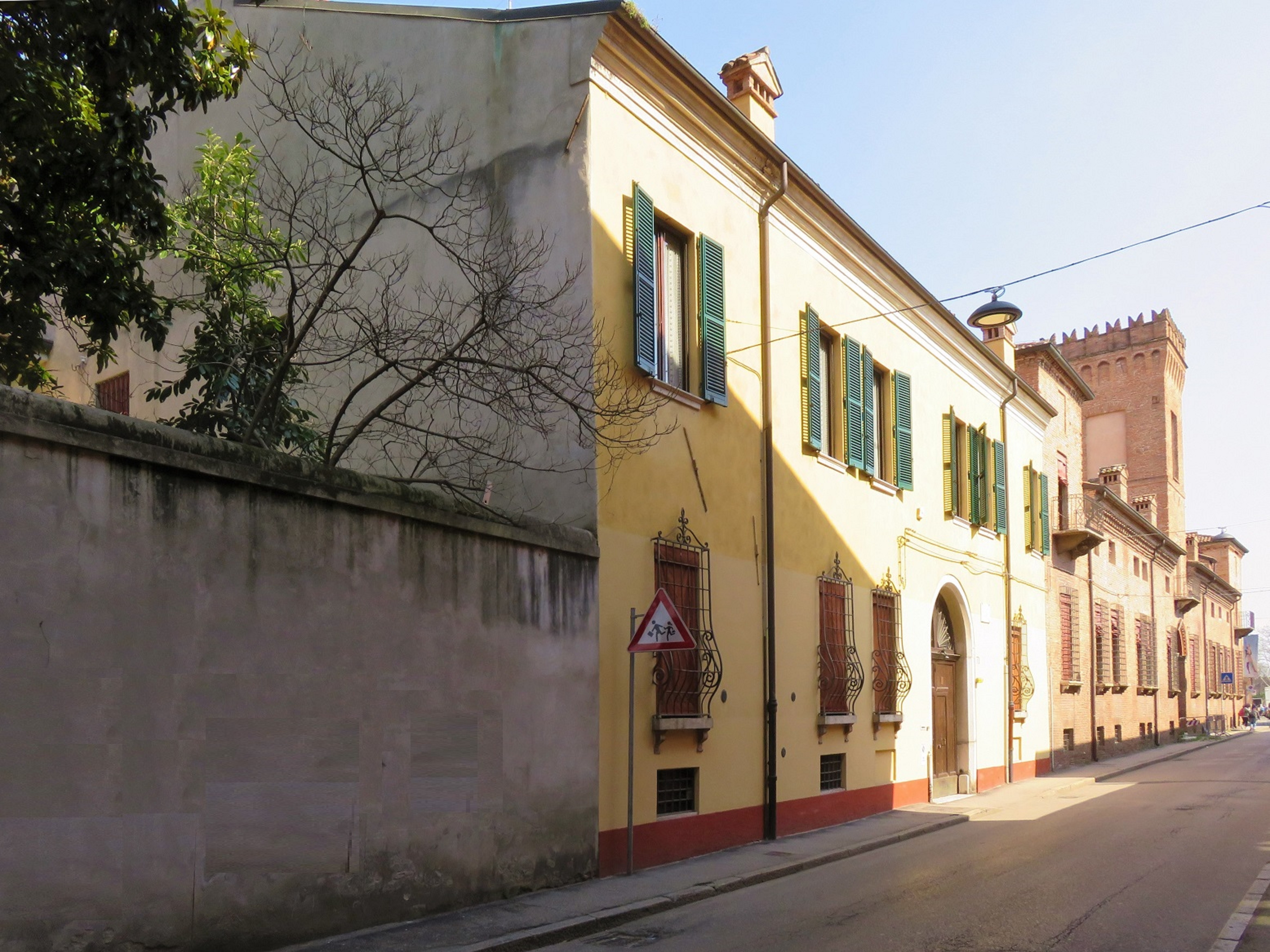
Maison de Giorgio Bassani à Ferrare.

### Débuts littéraires et militants
En 1940, il publie son premier livre, Una città di pianura, (un recueil de cinq nouvelles) sous le pseudonyme de Giacomo Marchi (du nom d'une de ses grand-mères, Emma Marchi, catholique).
Entre 1937 et 1943, il s'engage dans la résistance clandestine antifasciste, d'abord à Ferrare, puis à Bologne, où il rejoint le Partito d'azione, aux côtés, entre autres, d'Ugo La Malfa, de Giorgio Morandi et de Carlo Ludovico Ragghianti.
« L'incontro a Bologna con Carlo Ludovico Ragghianti avvenne nel '37, se non ricordo male, e per me significò moltissimo. Dal giovane letterato che ero, mi trasformò in breve tempo in attivista politico clandestino, sottraendomi sia alle amicizie letterarie ferraresi sia a quelle bolognesi […]. Per ciò che riguarda esclusivamente me gli anni dal '37 al '43, che dedicai quasi del tutto all'attività antifascista clandestina […] furono tra i più belli ed intensi della mia esistenza. Mi salvarono dalla disperazione da cui andarono incontro tanti ebrei italiani, mio padre compreso, col conforto che mi dettero d'esser totalmente dalla parte della giustizia e della verità, e persuadendomi soprattutto a non emigrare. Senza quegli anni per me fondamentali, credo che non sarei mai diventato uno scrittore.
 »
« La rencontre à Bologne avec Carlo Ludovico Ragghianti a eu lieu en 1937, si je me souviens bien, et elle a beaucoup compté pour moi. De jeune homme de lettres que j'étais, je me suis rapidement transformé en militant politique clandestin, m'éloignant aussi bien de mes amitiés littéraires de Ferrare que de celles de Bologne [...]. En ce qui me concerne exclusivement, les années 1937 à 1943, que j'ai consacrées presque entièrement à une activité antifasciste clandestine [...] ont été parmi les plus belles et les plus intenses de mon existence. Elles m’ont sauvé du désespoir auquel étaient confrontés de nombreux Juifs italiens, y compris mon père, avec le réconfort de pouvoir me dire que j'étais totalement du côté de la justice et de la vérité, et surtout en me persuadant de ne pas émigrer. Sans ces années qui ont été fondamentales pour moi, je crois que je ne serais jamais devenu écrivain. »
Ce dernier est un militant du mouvement antifasciste Giustizia e Liberta, fondé à Paris en 1929 par des exilés comme Carlo Rosselli, Emilio Lussu et Ernesto Rossi. Sous son impulsion, Bassani organise un groupe de lycéens rayonnant sur la région de Ferrare et prenant leurs ordres auprès de l'institutrice socialiste Alda Costa, de l'avocat Ugo Teglio, du juge  Pasquale Colagrande, de l'ex-député socialiste Mario Cavallari. Voyageant dans toute l'Italie, Bassani assure la liaison avec des hommes politiques et des enseignants antifascistes (Ugo La Malfa, Ferruccio Parri, Aldo Capitini, Guido De Ruggiero, Delio Cantimori etc.).
Arrêté par l'OVRA de Bologne comme antifasciste, il est incarcéré en mai 1943 à la prison de Ferrare. Après la chute de Mussolini, le 25 juillet, il est libéré et épouse, le 4 août, Valeria Sinigallia († 1er décembre 2013), issue elle aussi d'une grande famille juive de Ferrare, qui l'a rejoint dans la clandestinité,. Le couple quitte Ferrare pour Florence, puis Rome (où Bassani vit sous la fausse identité de Bruno Ruffo), qui devient, à partir de décembre 1943, leur ville d'adoption. Giorgio Bassani publiera leur correspondance de prison sous le titre (Da una prigione), en ouverture du recueil d'essais Di là dal cuore (Milan, 1984).
À l'été 1944, les Bassani doivent se réfugier à Naples, où ils retrouvent Leo Longanesi et Mario Soldati, avec lequel Giorgio Bassani se lie d'amitié.
En 1945, année de la naissance de sa fille Paola, il publie une traduction de la Vie privée de Frédéric II, de Voltaire et du Facteur sonne toujours deux fois de James M. Cain, ainsi que Storie dei poveri amanti e altri versi. En 1947, il publie un recueil de poèmes Te lucis ante. 1946-1947 (qui sera remanié et republié en 1951 sous le titre Un’altra libertà, et de nouveau en 1963 sous le titre L’alba ai vetri. Poesie 1942-50). Chaque édition est l'occasion d'un réagencement ou d'une réécriture, phases qui deviendront la marque de fabrique de Bassani.
De retour à Rome, il tente sa chance au cinéma comme scénariste, mais également comme acteur.
Son fils Enrico naît en 1949.

### Les années 1950
Il adhère à cette époque au Parti socialiste italien (il sera élu conseiller municipal apparenté PSI en 1962 et restera proche de ce parti jusqu'en 1966, date à laquelle il adhère au Parti républicain). C'est aussi à partir de cette époque, dans les années 1950 et 1960, que sa production littéraire, plus importante, paraît à un rythme soutenu.
En 1953, il publie La passeggiata prima di cena qui regroupe trois textes parus dans la revue Botteghe oscure. En avril 1954, Gli ultimi anni di Clelia Trotti paraît dans la revue Paragone. Avec la nouvelle Una notte del ’43, parue en 1955 dans Botteghe oscure, ces récits forment les Cinque storie ferraresi, réunies en 1956 par Einaudi et qui reçoivent le Prix Strega. Tous ces textes subiront de nouvelles réécritures avant d'être à nouveau publiées sous le titre Romanzo di Ferrara. Giorgio Bassani y recompose à la fois le paysage de la ville de province où il a grandi, les personnages qui la peuplent, la montée du fascisme et le destin de la communauté juive de Ferrare.
En 1958, il publie, d'abord en revue (Paragone-Letteratura), puis chez Einaudi, le roman Gli occhiali d’oro, écrit pour la première fois à la première personne, qu'il fait ajouter en 1960 aux Cinque storie ferraresi, qui deviennent Le storie ferraresi.

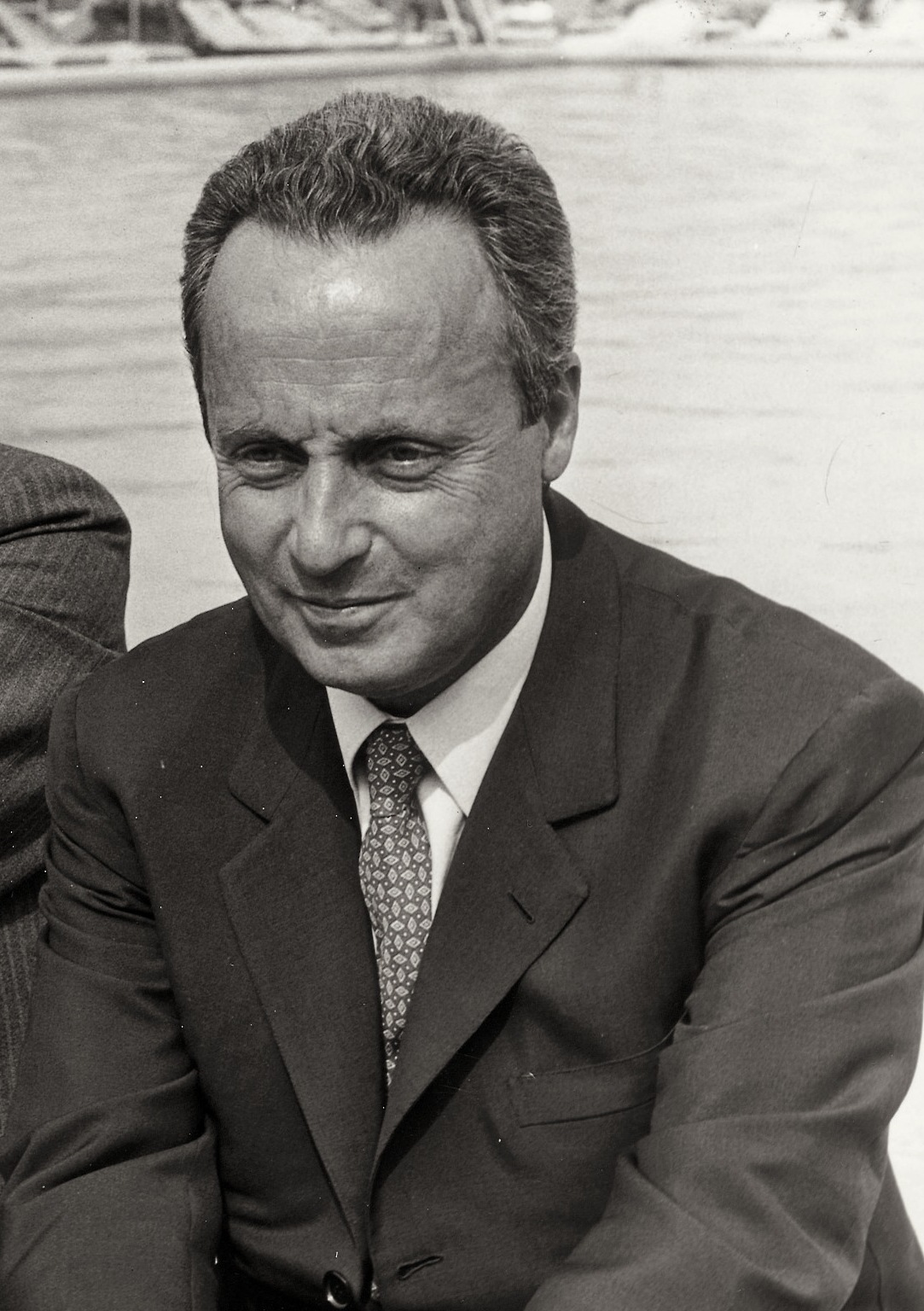
Giorgio Bassani.

### Les années 1960 et la reconnaissance littéraire
En 1962, sur des ébauches remontant aux années 1940, Giorgio Bassani fait publier chez Einaudi Il giardino dei Finzi-Contini, , qui remporte le prix Viareggio. En 1964, Einaudi publie Dietro la porta, bref roman – toujours situé à Ferrare entre 1929 et 1930. En 1966 Einaudi publie Le parole preparate, un recueil d'articles parus dans divers journaux et périodiques, qui sera refondu en 1984 chez Mondadori sous le titre Di là dal cuore. En 1968, Bassani publie L’airone, qui remporte le prix Campiello. En 1972 il fait paraître chez Mondadori L’odore del fieno, un recueil de textes déjà publiés en revues ou en volumes, qui clôture le cycle de Ferrare. Revu et corrigé, le texte s'insère dans le recueil Dentro le mura (1973), et finalement dans le Romanzo di Ferrara (1974), dont l'édition définitive, en 1980, rassemble Dentro le mura, Gli occhiali d’oro, Il giardino dei Finzi-Contini, Dietro la porta, L’airone et L’odore del fieno.
Il est membre fondateur (1951) et président (1965-1980) de l'association Italia Nostra, qui défend le patrimoine artistique et naturel italien,.
De 1948 à 1959, il est rédacteur en chef de la revue littéraire semestrielle trilingue (italien, français et anglais) Botteghe Oscure, fondée par la princesse Marguerite Caetani. Il y fait découvrir aux lecteurs italiens Dylan Thomas, René Char, Henri Michaux, Roger Caillois, Maurice Blanchot, Georges Bataille, Antonin Artaud, W. H. Auden, Truman Capote, Robert Graves. Et parmi les auteurs italiens : Mario Soldati, Carlo Cassola, Italo Calvino, Attilio Bertolucci, Giorgio Caproni, Pier Paolo Pasolini.
En 1956, il devient consultant, puis directeur éditorial des éditions Feltrinelli, où il fait notamment publier Le docteur Jivago de Boris Pasternak (1957), Le Guépard de Giuseppe Tomasi di Lampedusa (1958), ainsi que de nombreux auteurs étrangers comme Jorge Luis Borges, Edward Morgan Forster, Ford Madox Ford ou Karen Blixen. Il quitte la maison d'édition en 1963, à la suite d'un e dégradation de ses rapports avec Giangiacomo Feltrinelli, débouchant sur un procès qu'il gagne. Cette rupture est suivie d'une violente campagne de dénigrement menée par les écrivains du Gruppo ‘63, qui le dénoncent publiquement comme un écrivain de romans de gare et le symbole d'un passé à oublier,.
De 1964 à 1966, il est vice-président de la RAI, où il développe la programmation culturelle.
Jusqu'en 1967, Giorgio Bassani est professeur d'histoire du théâtre à l'Académie nationale d'art dramatique, journaliste, où il propose un cours pour les jeunes acteurs et un autre pour les metteurs en scène. Il a ainsi pour élèves Carmelo Bene, Giancarlo Giannini, Ugo Pagliai, Gabriele Lavia, Paola Gassman et Giuliana Lojodice.

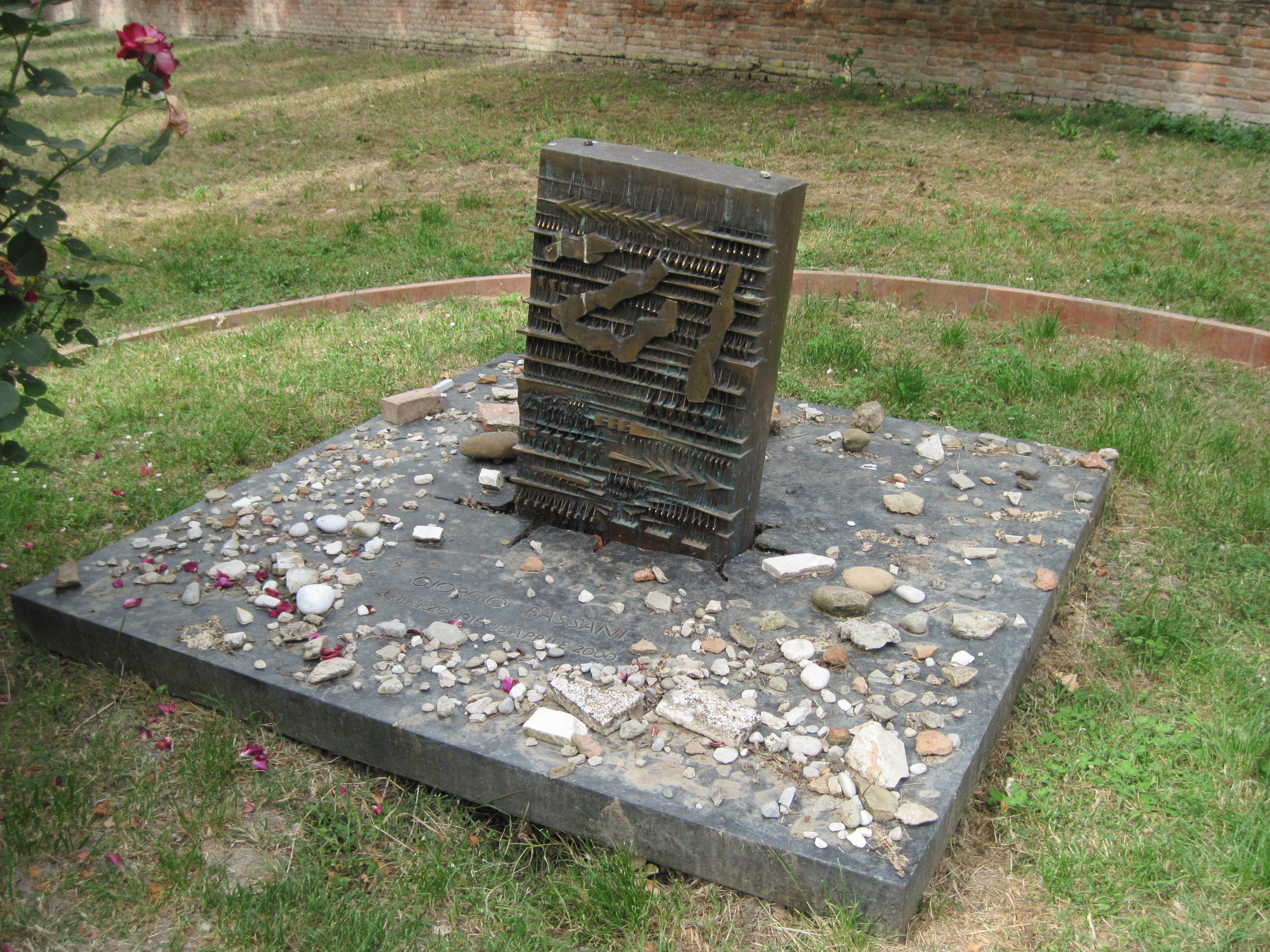
Tombe de Giorgio Bassani dans le cimetière juif de Ferrare.

## Thèmes littéraire

### Ferrare
Dans la première phase de sa production littéraire, la majuscule « F. » anonymise la Città di pianura dont parle Bassani. Ce n'est qu'après de longues années que l'auteur fait de son œuvre le Roman de Ferrare. La ville de son enfance et de son adolescence y occupe une place absolument centrale et constitue un personnage en soi.
« Come poteva parlare, mio padre, del fascismo a Ferrara, di una società così complessa e ambigua, piena di luci ed ombre, dove gli stessi ebrei erano cittadini per lo più consenzienti al regime, se avesse indicato Ferrara solo con una “F.”? »
« Comment mon père aurait-il pu parler du fascisme à Ferrare, d'une société si complexe et ambiguë, pleine de lumières et d'ombres, où les Juifs eux-mêmes étaient des citoyens consentants au régime, s'il avait indiqué Ferrare seulement par un « F » ? »

### Judéité
L’œuvre de Giorgio Bassani est « ancrée dans la Ferrare du fascisme et de la déportation ». Le fascisme ferrarais, particulièrement violent, s'est imposé en quelques années, par la terreur et au mépris de la loi, à la tête des institutions locales et provinciales. Mais à l'égard des Juifs, le fascisme ferrarais est particulièrement ambigu : de 1926 à 1938, la ville est dirigée par Renzo Ravenna, un podestat à la fois Juif et fasciste. Pendant cette période, la bourgeoisie juive de Ferrare — dont la famille Bassani — est partie prenante des organisations fascistes locales. Il faudra les lois raciales avec leur cortège de vexations, les rafles et les premières déportations, pour que la communauté juive de Ferrare prenne conscience de la trahison dont elle a été victime. En 1943, 183 Juifs de Ferrare sont déportés. Une partie de la famille Bassani périt à Buchenwald (ses parents et sa sœur échappent aux rafles et s’enfuient à Florence, cachés dans une armoire dissimulée dans un camion). Ambiguïté, crédulité, naïveté, lâcheté : l'œuvre de Bassani parcourt sans cesse, chez son père, chez les Finzi-Contini, chez lui-même, le spectre des compromissions pour reconstituer ce passé trouble, inquiétant et inexorable.
« Il pericolo che incombe sui giovani di oggi è che si dimentichino di ciò che è accaduto, dei luoghi donde tutti quanti siamo venuti. Uno dei compiti della mia arte lo considero soprattutto quello di evitare un danno di questo tipo, di garantire la memoria, il ricordo. Veniamo tutti quanti da una delle esperienze più terribili che l’umanità abbia mai affrontato. Pensi ai campi di sterminio. Niente è mai stato attuato di più atroce e di più assoluto. Ebbene i poeti sono qua per far sì che l’oblionon succeda. Un’umanità che dimenticasse Buchenwald, Auschwitz, Mauthausen, io non posso accettarla. Scrivo perché ci se ne ricordi.
 »
« Le danger qui menace les jeunes d’aujourd’hui est qu’ils oublient ce qui s’est passé, les lieux d’où nous venons tous. Je considère que l'un des buts de mon travail est avant tout d'éviter ce type de dégâts, de garantir la mémoire, le souvenir. Nous venons tous de vivre l’une des expériences les plus terribles que l’humanité ait jamais connues. Pensez aux camps d'extermination. Rien n'a jamais été fait de plus atroce et de plus absolu. Eh bien, les poètes sont là pour veiller à ce que l'oubli n'arrive pas. Je ne peux pas accepter une humanité qui oublie Buchenwald, Auschwitz, Mauthausen. J'écris pour qu'on se souvienne. »

### La mémoire des lieux et des personnes
Grand lecteur de Proust, Giorgio Bassani brasse constamment, comme lui; les thèmes du souvenir, du temps, de l’histoire, de l'art, de l’homosexualité et de la faillite de l’amour. Mais alors que le souvenir se rappelle au narrateur proustien au hasard d'une sensation, celui de Bassani en exploite méthodiquement les moindres bribes pour le ramener à la vie dans « une illusion d'éternité ».
« Le passé n’est pas mort, [...] il ne meurt jamais. Il s’éloigne, certes : à chaque instant. Récupérer le passé est donc possible. Il faut néanmoins, si l’on veut vraiment le récupérer, parcourir une sorte de couloir à chaque instant plus long. Là-bas, au fond du lointain et ensoleillé point de convergence des noires parois de ce couloir, il y a la vie, aussi vivante et palpitante que jadis, quand elle s’est manifestée pour la première fois. »
Le Roman de Ferrare épuise cette veine en l'appliquant aux personnages aussi bien qu'aux lieux. Ferrare, unique décor de son œuvre, est ainsi ramenée à la vie sous toutes ses perspectives, ainsi que tous les protagonistes qui ont animé ses rues, ses cafés et ses salons, se croisant d'un récit à l'autre, tantôt personnage principal, tantôt comparse, tantôt apparition fugitive.

## Vie privée
L'auteur qui, à partir des années 1960, voyage beaucoup en Europe et aux États-Unis, enseigne à l'étranger et reçoit de nombreux prix littéraires, se retire fréquemment dans une maison qu'il a acheté, en 1967, à Maratea, souvent en compagnie d'Anne Marie Stelhein, une américaine installée à Paris. À la fin de l'année 1977, il fait la connaissance de Portia Prebys, une universitaire américaine avec laquelle il emménage, en 1991, sur le Lungotevere a Ripa. S'ensuit une longue procédure judiciaire en abus de faiblesse engagée par sa femme et ses deux enfants pour soustraire l'auteur à l'influence de sa nouvelle compagne, qui partagera sa vie jusqu'à la mort de l'écrivain’,.
Giorgio Bassani meurt le 13 avril 2000, à l'âge de 84 ans, des complications d'une maladie dégénérative qui l'accompagne depuis les années 1990, à l'hôpital San Camillo de Rome. Il est inhumé, selon sa volonté, dans le cimetière juif de la via delle Vigne, à Ferrare‘.
En 2002, sa fille Paola et son fils Enrico créent la Fondation Giorgio Bassani. Le 4 mars 2016, pour le centenaire de sa naissance, ils inaugurent à Casa Minerbi, dans le centre médiéval de Ferrare, un Centre d'études dédié à leur père, qui recueille documents et objets légués à la commune de Ferrare par Portia Prebys, sa dernière compagne.

## Œuvre

### CycleLe Roman de Ferrare
- Cinque storie ferraresi (1956)[17] prix Strega (Inclus : Lidia Mantovani ; La passeggiata prima di cena ; Una lapide in via Mazzini ; Gli ultimi anni di Clelia Trotti ; Una notte del '43). Bassani renomme ce recueil Dentro le mura lorsqu'il publie Il romanzo di Ferrara.
- Gli occhiali d'oro (1958) Les Cinque storie ferraresi et Gli occhiali d'oro sont publiés dans un seul volume en français sous le titre Les Lunettes d'or et autres histoires ferraraises, Paris, Gallimard, coll. « Du monde entier », 1962 ; réédition, Paris, Gallimard, coll. « Folio » no 1394, 1982 (Inclus : Dans les murs ; Lida Mantovani ; La Promenade avant dîner ; Une plaque commémorative via Mazzini ; Les Dernières Années de Clelia Trotti ; Une nuit de 43 et Les Lunettes d'or (Paru d'abord séparément, Les Dernières années de Clelia Trotti (1955) reçoit le prix Veillon en 1956[18].
- Il giardino dei Finzi-Contini (1962) - prix Viareggio Publié en français sous le titre Le Jardin des Finzi-Contini, Paris, Gallimard, coll. « Du monde entier », 1964 ; réédition, Paris, Gallimard, coll. « Folio » no 634, 1975
- Dietro la porta (1964) Publié en français sous le titre Derrière la porte, Paris, Gallimard, coll. « Du monde entier », 1967 ; réédition, Paris, Gallimard, coll. « L'Étrangère », 1991
- L'airone (1968), prix Campiello Publié en français sous le titre Le Héron, Paris, Gallimard, coll. « Du monde entier », 1971 ; réédition, Paris, Gallimard, coll. « L'Imaginaire » no 516, 2005
- L'odore del fieno (1972), nouvelles Publié en français sous le titre L'Odeur du foin, Paris, Gallimard, coll. « Du monde entier », 1979 ; réédition, Paris, Gallimard, coll. « L'Étrangère », 1996 ; réédition, Paris, Gallimard, coll. « L'Imaginaire » no 616, 2011
- Le Roman de Ferrare, Publié en Français, Paris, Gallimard, coll. "Quarto", 2006. Livre premier : Dans les murs (Lida Mantovani, La Promenade avant dîner, Une plaque commémorative via Mazzani, Les Dernières années de Clelia Trotti, Une nuit de 43) ; Livre deux : Les Lunettes d'or ; Livre trois : Le Jardin des Finzi-Contini ; Livre quatre : Derrière la porte ; Livre cinq : Le Héron ; Livre six : L'Odeur du foin ; suivi de sept entretiens inédits en français et un dossier contenant une biographie de Bassani.

### Autres romans et nouvelles
- Una città di pianura (1940), sous le pseudonyme de Giacomo Marchi
- Un'altra libertà (1951)
- Due novelle (1965)
- Opere (1998)

### Poésie
- L'alba ai vetri. Poesie 1942-'50 (1963)
- Storie dei poveri amanti e altri versi (1945-1946)
- Te lucis ante, 1946-47 (1947)
- Epitaffio (1974)
- In gran segreto (1978)
- In rima e senza (1982), édition qui réunit tous les volumes poétiques parus antérieurement, prix Bagutta Publié en français sous le titre Poèmes : 1945-1978, Paris, Istituto di cultura, 2007.

### Autres publications
- Le parole preparate. Considerazioni sul tema di Venezia nella letteratura (1965)
- Le parole preparate e altri scritti di letteratura (1966)
- Di là dal cuore (1984)
- Dentro il romanzo [1984)
- Il tempo della guerra. Quaderni inediti 1941-1944 (2006)
- I promessi sposi. Un esperimento (2007)

## Filmographie

### Comme scénariste
- 1952 : Le Chevalier sans loi (Le avventure di Mandrin), film italien réalisé par Mario Soldati, avec Raf Vallone
- 1953 : La Marchande d'amour (La provinciale), film italien réalisé par Mario Soldati, avec Gina Lollobrigida et Franco Interlenghi
- 1953 : Les Vaincus (I vinti), film italien réalisé par Michelangelo Antonioni, avec Franco Interlenghi et Anna Maria Ferrero
- 1953 : Les Amants de la Villa Borghese (Villa Borghese), film italien réalisé par Gianni Franciolini, avec Eduardo De Filippo et Vittorio De Sica
- 1954 : Rapt à Venise (La mano dello straniero), film italien réalisé par Mario Soldati, avec Trevor Howard et Alida Valli
- 1954 : Questa è la vita, film italien à sketches, segment Il ventaglio réalisé par Mario Soldati, avec Aldo Fabrizi et Myriam Bru
- 1954 : Quelques pas dans la vie (Tempi nostri - Zibaldone n. 2), film italien réalisé par Alessandro Blasetti et Paul Paviot, avec Vittorio De Sica et Elisa Cegani
- 1954 : Senso, film italien réalisé par Luchino Visconti, avec Farley Granger et Alida Valli
- 1954 : La Belle Romaine (La Romana), film italien réalisé par Luigi Zampa, avec Gina Lollobrigida, Daniel Gélin et Franco Fabrizi
- 1954 : La Fille du fleuve (La donna del fiume), film italien réalisé par Mario Soldati, avec Sophia Loren et Gérard Oury
- 1955 : Il prigioniero della montagna, film italien réalisé par Luis Trenek, avec Luis Trenek et Marianne Hold

### Comme acteur
- 1952 : Les Fiancés de Rome (Le ragazze di piazza di Spagna) de Luciano Emmer : le narrateur

Bassani double Orson Welles dans La ricotta (Le Fromage blanc), de Pier Paolo Pasolini (1963).

### Adaptations

#### Au cinéma
- 1960 : La Longue Nuit de 43 (La lunga notte del '43), film italien réalisé par Florestano Vancini, avec Belinda Lee et Gabriele Ferzetti
- 1970 : Le Jardin des Finzi-Contini (Il giardino dei Finzi Contini), film italien réalisé par Vittorio De Sica, avec Lino Capolicchio, Dominique Sanda et Fabio Testi
- 1987 : Les Lunettes d'or (Gli occhiali d'oro), film italien réalisé par Giuliano Montaldo, avec Philippe Noiret et Rupert Everett

#### À la télévision
- 1962 : Racconti dell'Italia di oggi - Una lapide in Via Mazzini, téléfilm italien réalisé par Mario Landi